# Коркутово
Коркутово или Коркут (на гръцки: Τέρπυλλος, Терпилос, до 1926 година Κιορκούτ, Кьоркут или Κιουρκιούτ, Кюркют) е село в Егейска Македония, Гърция, дем Кукуш (Килкис) на административна област Централна Македония. Коркутово има население от 600 души (2001).

## География
Селото е разположено на 11 километра североизточно от град Кукуш (Килкис).

## История
На хълма Агиос Георгиос източно от Коркутово е разкрито антично селище, обявено в 1996 година за защитен паметник. Открити са повърхностна керамика и монети.

### В Османската империя
В XIX век Коркутово е турско село в каза Аврет Хисар (Кукуш) на Османската империя. В „Етнография на вилаетите Адрианопол, Монастир и Салоника“, издадена в Константинопол в 1878 година и отразяваща статистиката на населението от 1873 година, Коркутово (Courkoutovo) е посочено като селище в каза Аврет Хисар с 90 домакинства, като жителите му са 265 мюсюлмани. Според статистиката на Васил Кънчов („Македония. Етнография и статистика“) в 1900 година Коркут има 820 жители турци и 60 цигани.

### В Гърция
В 1913 година селото попада в Гърция. Мюсюлманското му население се изселва и на негово място са настанени гърци бежанци. През 1926 години селото е прекръстено на Терпилос. В 1928 година селото е изцяло бежанско с 239 семейства и 848 жители бежанци.
| Име          | Име           | Ново име | Ново име | Описание                                                         |
| ------------ | ------------- | -------- | -------- | ---------------------------------------------------------------- |
| Чомлекчи     | Τσομλεκτση    | Лагина   | Λαγίνα   | възвишение на Ю от Коркутово и Неманци (Чомлекчи)                |
| Дековил      | Ντεκωβίλ      | Тренаки  | Τραινάκι | възвишение на СЗ от Коркутово (294 m)                            |
| Томури       | Τομούρι       | Мури     | Μούρη    | възвишение на СИ от Мутулово (388,7 m)                           |
| Райков бунар | Ράϊκο Μπουνάρ | Пигади   | Πηγάδι   | местност на СЗ от Мутулово, на ЮИ от Рошлово и на СИ от Грамадна |